# Voor Vaderland en Vrijheid/LNNK
Voor Vaderland en Vrijheid/LNNK was een nationaal-conservatieve politieke partij in Letland. In 2011 ging de partij samen met het nationalistische Alles Voor Letland! op in de Nationale Alliantie

## Naamgeving
Tēvzemei un Brīvībai, het nationale motto van Letland is vergelijkbaar met de leuzen zoals Eendracht Maakt Macht zoals wij deze kennen. Men vindt deze leus bijvoorbeeld als inscriptie op de sokkel van het Vrijheidsmonument te Riga.

## Partijhistorie
De wortels van de partij kunnen worden gevonden in de Letse Onafhankelijkheidsbeweging van de late jaren 1980, vooral in de meer radicale hoek van deze beweging, het volledige herstel van de Letse zelfbeschikkingsrecht en onafhankelijkheid waren en zijn belangrijke thema's. Men doet een beroep op de continuïteit van de Republiek Letland, met in het achterhoofd dat deze door Sovjet-bezetting van 1940-1989 slechts tijdig zou zijn onderbroken.
De partij begon zijn werking in 1993 onder de naam Tēvzemei un Brīvībai, in 1997 fuseerde de partij met LNNK (Letse Nationale Onafhankelijkheidsbeweging) en neemt de huidige naam aan.
In de jaren 1990, streed Tēvzemei un Brīvībai voor de handhaving van strenge taal- en nationaliteitswetten. 
De partij was de stuwende kracht van twee pogingen achter referenda om Letse staatsburgerschapwetgevingen te versterken. In 1994 haalde de partij net niet het vereiste aantal handtekeningen binnen; 1998, werd met een relatief kleine meerderheid (45% voor - 52% tegen) het referendum afgewezen.
Aan het einde van de jaren 1990, begint de partij zich steeds meer op economische kwesties te richten, nadat de andere gevoelige onderwerpen besproken en vaak doorgevoerd waren door het parlement.

## Verkiezingen
Tēvzemei un Brīvībai wordt in de Letse Parlement, de Saeima, regelmatig vertegenwoordigd sinds 1993, met wisselend succes. Ook zetelt zij samen met onder andere de Nederlandse ChristenUnie in de eurorealistische, antifederalistische fractie in het Europees Parlement, Europese Conservatieven en Hervormers.
1993: Tēvzemei un Brīvībai - 6 zetels

1993: LNNK - 15 zetels;

1995: Tēvzemei un Brīvībai - 14 zetels

1995: LNNK - 7 zetels;

1998: Tēvzemei un Brīvībai / LNNK - 17 zetels (14,7% van de stemmen),

2002: Tēvzemei un Brīvībai / LNNK - 7 zetels (5,4% van de stemmen),

2006: Tēvzemei un Brīvībai / LNNK - 8 zetels (6,9% van de stemmen). 
Tēvzemei un Brīvībai was vanaf december 1995 tot februari 2004 en sinds december 2006 een onderdeel van een coalitieregering. Guntars Krasts was van 1997 tot 1998 de Letse premier, partijleider is Roberts Zīle.
In de campagne voor de Europese verkiezingen in 2004 streed de partij voor behoud van nationale belangen en is tegenstander van een ´´Verenigde Staten van Europa´´. Dat gaf haar 29% van de stemmen en 4 van de 9 Letse zetels in het Europees Parlement. Tot 2011 bezat men 1 zetel.